# Piabucina astrigata
Piabucina astrigata är en fiskart som beskrevs av Regan, 1903. Piabucina astrigata ingår i släktet Piabucina och familjen Lebiasinidae. Inga underarter finns listade i Catalogue of Life.